# Cynomops
Cynomops és un gènere de ratpenats de la família dels molòssids que viuen a Centreamèrica i Sud-amèrica.

## Taxonomia
- Ratpenat cuallarg petit americà (Cynomops abrasus)
- C. freemani
- Ratpenat cuallarg de Greenhall (Cynomops greenhalli)
- C. kuizha
- C. mastivus
- C. mexicanus
- C. milleri
- C. paranus
- Ratpenat cuallarg de musell pla (Cynomops planirostris)
- C. tonkigui